# HMS Leith (U36)
«Літ» (англ. HMS Leith (U36)) — військовий корабель, шлюп типу «Грімсбі» Королівського військово-морського флоту Великої Британії за часів Другої світової війни.

## Історія створення
Шлюп «Літ» був закладений 6 лютого 1933 року на верфі  військово-морської бази у Девонпорті. Спущений на воду 9 вересня 1933 року, вступив у стрій 10 липня 1934 року.

## Історія служби
Після вступу у стрій шлюп «Літ» був відправлений на Новозеландську станцію. З початком другої світової війни був переведений на Китайську станцію, базувався в Пенангу. У листопаді 1939 року перебазований до Великої Британії. Після ремонту у лютому 1940 року увійшов до складу Командування Західних сполучень. Супроводжував конвої з Великої Британії до Гібралтару.
У липні 1940 року на кораблі вийшов з ладу один з котлів. Після ремонту, що тривав місяць, корабель перебазувався в Ліверпуль і супроводжував конвої в Північній Атлантиці. З квітня по червень 1941 року перебував у складі Командування Ньюфаундленду. У серпні перебазувався на Гібралтар, де увійшов до складу 38-ї ескортної групи. 
У 1942 році брав участь в операції «Смолоскип». У січні-березні 1943 року діяв біля узбережжя Північної Африки. З серпня 1943 року увійшов до складу 41-ї ескортної групи, супроводжував конвої на лінії Гібралтар-Фрітаун. У серпні 1944 року увійшов до складу Середземноморського флоту, але й надалі базувався у Гібралтарі. 
Після ремонту, який тривав протягом вересня 1944-січня 1945 року, був перебазований до Портсмуту і включений до складу 38-ї ескортної групи. Супроводжував конвої в Ла-Манші.

### Післявоєнна служба
У червні 1945 року корабель був виведений в резерв. 25 листопада 1946 року проданий для комерційного використання. Перейменований на
«Байрон» (англ. Byron), потім на «Френдшип» (англ. Friendship).
У 1949 році корабель був придбаний ВМС Данії і отримав назву «Galathea». Використовувався як гідрографічне судно. У 1955 році виключений зі складу флоту і зданий на злам.